# خوان كارلوس راميريز (لاعب كرة قدم)
خوان كارلوس راميريز (بالإسبانية: Juan Carlos Ramírez Ayala)‏ هو لاعب كرة قدم كولومبي في مركز الوسط، ولد في 22 مارس 1972 في ميديلين في كولومبيا. شارك مع منتخب كولومبيا لكرة القدم. أما مع النوادي، فقد لعب مع أتلتيكو جونيور وأتلتيكو ناسيونال وإنديبنديينتي سانتا في وديبورتيس توليما.

## وصلات خارجية
- خوان كارلوس راميريز (لاعب كرة قدم) على موقع قاعدة بيانات كرة القدم.إي يو (الإنجليزية)
- خوان كارلوس راميريز (لاعب كرة قدم) على موقع قاعدة بيانات كرة القدم.إي يو (الإنجليزية)
- خوان كارلوس راميريز (لاعب كرة قدم) على موقع ناشيونال فوتبول تيمز (الإنجليزية)
- خوان كارلوس راميريز (لاعب كرة قدم) على موقع Soccerway.com (الإنجليزية)